# Junction (Texas)
Pour les articles homonymes, voir Junction (homonymie).
La ville américaine de Junction est le siège du comté de Kimble, dans l’État du Texas. Lors du recensement de 2000, elle comptait 2 618 habitants.

## Source
- (en) Cet article est partiellement ou en totalité issu de l’article de Wikipédia en anglais intitulé « Junction, Texas » (voir la liste des auteurs).